# Cockerelliella rotunda
Cockerelliella rotunda là một loài côn trùng cánh nửa trong họ Aleyrodidae, phân họ Aleyrodinae.
Cockerelliella rotunda được Regu & David miêu tả khoa học đầu tiên năm 1993.